# Gedz
Gedz, właściwie Jakub Gendźwiłł (ur. 13 października 1990 w Malborku), znany również jako Gedz PGS, PGS, Gedziunio, Klakier, GieDZu i Gedziula – polski raper, wokalista i producent muzyczny. Jakub Gendźwiłł działalność artystyczną podjął w 2003 roku. Pierwsze solowe wydawnictwo rapera zatytułowane Ręka na pulsie (EP) ukazało się w 2012 roku. Gedz szerzej zaistniał rok później za sprawą albumu pt. Serce bije w rytm, który zadebiutował na 35. miejscu zestawienia OLiS.
Gedz poza solową działalnością artystyczną współpracował z takimi wykonawcami jak: Oki, 101 Decybeli, Buczer, Brożas, Beer Beer, Borixon, Kajman, Kobra, Bezczel, Kubiszew, Małaz, Młody M, Nowator, Paluch, Raca, PeeRZet, Quebonafide, Taco Hemingway, Shot, Spec, Szops, Temate, Henson, Tusz na Rękach, Tybet, Ucio, Fidi, DJ Exorcist, WuErbe,  Yochimu czy z ukraińskim zespołem KALUSH. Jest również członkiem kolektywu BOR.

## Wybrana dyskografia
Albumy solowe
| Rok                         | Album | Pozycja na liście | Sprzedaż       | Certyfikat              |
| Rok                         | Album | POL               | Sprzedaż       | Certyfikat              |
| --------------------------- | --- | ----------------- | -------------- | ----------------------- |
| 2013                        | Serce bije w rytm - Data: 24 maja 2013 - Wydawca: BOR Records / Urban Rec - Format: CD, digital download | 35                |                |                         |
| 2014                        | NNJL - Data: 24 października 2014 - Wydawca: Urban Rec - Format: CD, digital download                    | 19                |                |                         |
| 2016                        | Ameba - Data: 30 września 2016 - Wydawca: BOR Records - Format: CD, digital download                     | 7                 |                |                         |
| 2018                        | 247365 - Data wydania: 9 kwietnia 2018 - Wydawca: BOR Records - Format: CD, digital download             | 14                |                |                         |
| 2019                        | Bohema - Data wydania: 6 września 2019 - Wydawca: NNJL - Format: CD, digital download                    | 3                 | - POL: 30 000+ | - ZPAV: platynowa płyta |
| 2020                        | Stamina - Data wydania: 20 października 2020 - Wydawca: NNJL - Format: CD, digital download              | 5                 | - POL: 15 000+ | - ZPAV: złota płyta     |
| 2024                        | Anatema - Data wydania: 26 stycznia 2024 - Wydawca: NNJL - Format: CD, digital download                  | 1                 |                |                         |
| „–” album nie był notowany. | |                   |                |                         |

Mixtape'y
| Rok  | Album                                                            |
| ---- | ---------------------------------------------------------------- |
| 2014 | Satori - Data wydania: 16 czerwca 2014 - Wydawca: Urban Rec      |
| 2018 | NNJLFAM - Data wydania: 14 czerwca 2018 - Wydawca: NNJL          |
| 2019 | Bohema Suplement - Data wydania: 6 września 2019 - Wydawca: NNJL |

Single
| Rok  | Tytuł                            | Certyfikat                 | Album   |
| ---- | -------------------------------- | -------------------------- | ------- |
| 2019 | „Kosmita”                        | - ZPAV: 2x platynowa płyta | Bohema  |
| 2019 | „Chcx Chcx”                      | - ZPAV: złota płyta        | Stamina |
| 2019 | „Bali”                           | - ZPAV: diamentowa płyta   | Bohema  |
| 2019 | „Otchłań”                        | - ZPAV: złota płyta        | Bohema  |
| 2020 | „Gehenna” (oraz Deemz i 808Bros) | - ZPAV: platynowa płyta    | Stamina |
| 2020 | „Urwis” (oraz Chris Carson)      | - ZPAV: złota płyta        | Stamina |
| 2020 | „Yin Yang”(gośc. Taco Hemingway) | - ZPAV: platynowa płyta    | Stamina |
| 2020 | „Panamera”                       | - ZPAV: złota płyta        | Stamina |
| 2021 | „Nowy wspaniały świat”           |                            |         |

Inne certyfikowane utwory
| Rok  | Tytuł     | Certyfikat              | Album  |
| ---- | --------- | ----------------------- | ------ |
| 2019 | „Morfina” | - ZPAV: platynowa płyta | Bohema |

Występy gościnne / Kompilacje
| Rok  | Utwór                                                                                               | Album                                           | Źródło |
| ---- | --------------------------------------------------------------------------------------------------- | ----------------------------------------------- | ------ |
| 2010 | „Bekniesz kurwo!” – Borixon, Belo, SBF, Morus, Berner, Sara, Klemens, Wuer, Gedz, DJ Fantom, DJ Gek | Bekniesz kurwo! Najgorszy mikstejp (kompilacja) | [ 30 ] |
| 2010 | „Teraz to wiem” (gościnnie: Gedz)                                                                   | Bezgranicznie oddany – Paluch                   | [ 31 ] |
| 2011 | „Życie kręci się jak vestax” – Gedz                                                                 | Popkiller młode wilki (kompilacja)              | [ 32 ] |
| 2012 | „Świeże powietrze” – Joda, Gedz, Pióro                                                              | Drużyna mistrzów (kompilacja)                   | [ 33 ] |
| 2012 | „B.O.R.” (gościnnie: Gedz)                                                                          | Niebo – Paluch                                  | [ 34 ] |
| 2012 | „Stej Flaj 2” – Joda, 2sty, Gedz, Beeres                                                            | Swag jak skurwysyn (kompilacja)                 | [ 35 ] |
| 2014 | „Sinusoida” (gościnnie: Gedz, HuczuHucz)                                                            | Kodex 5 Elements – WhiteHouse                   | [ 36 ] |
| 2014 | „Syf” (gościnnie: Gedz)                                                                             | Gdzie wasze ciała porzucone – HuczuHucz         | [ 37 ] |
| 2016 | „Maniak” (gościnnie: Gedz)                                                                          | 10/29 – Paluch                                  | [ 38 ] |
| 2017 | „Elysium” (gościnnie: Gedz)                                                                         | 666 – Karlo                                     | [ 39 ] |

## Teledyski
| Rok       | Tytuł                                                            | Reżyseria / Realizacja            | Album                              | Źródło |
| --------- | ---------------------------------------------------------------- | --------------------------------- | ---------------------------------- | ------ |
| 2012      | „Lęki” (gościnnie: Joda, Pióro, Feto, Defsu, DJ Lolo)            |                                   | Ręka na pulsie                     | [ 40 ] |
| 2012      | „Należę do tych” (gościnnie: Joda, DJ Gondek)                    |                                   | Serce bije w rytm                  | [ 41 ] |
| 2012      | „Otis”                                                           |                                   | Serce bije w rytm                  | [ 42 ] |
| 2012      | „Lekki wieje wiatr” (gościnnie: RakRaczej, Ras, Dj Krug)         | —                                 | Serce bije w rytm                  | [ 43 ] |
| 2013      | „...”                                                            | Wojciech Koziara, Zbigniew Sobisz | Serce bije w rytm                  | [ 44 ] |
| 2013      | „Hipnoterapia” (gościnnie: Kot Kuler, Gruby Mielzky)             |                                   | Serce bije w rytm                  | [ 45 ] |
| 2013      | „Mówisz mi jak mam żyć”                                          | Dirt Video                        | Serce bije w rytm                  | [ 46 ] |
| 2013      | „Bezkonkurencyjny” (gościnnie: Grizzlee, DJ Ace)                 | Andrzej Rajkowski                 | Serce bije w rytm                  | [ 47 ] |
| 2014      | „Światowid”                                                      | Ⅎ.∅.R.X.S.⊥                       | Satori                             | [ 48 ] |
| 2014      | „S&C”                                                            |                                   | NNJL                               | [ 49 ] |
| 2014      | „Chaos”                                                          |                                   | NNJL                               | [ 50 ] |
| 2014      | „Akrofobia”                                                      | Evil Eye Studio                   | NNJL                               | [ 51 ] |
| 2014      | „Red Bull”                                                       |                                   | NNJL                               | [ 52 ] |
| 2014      | „Mgła” (gościnnie: DJ Krug)                                      |                                   | NNJL                               | [ 53 ] |
| 2014      | „Serwus”                                                         |                                   | NNJL                               | [ 54 ] |
| 2014      | „#Hot16Challenge”                                                |                                   |                                    | [ 55 ] |
| 2015      | „Molotov”                                                        | Nixon Production                  | NNJL                               | [ 56 ] |
| 2015      | „Niebo nie jest limitem” (gościnnie: Paluch)                     | Nixon Production                  | NNJL                               | [ 57 ] |
| 2015      | „Katharsis” (gościnnie: Pelson)                                  | Nixon Production                  | Ameba                              | [ 58 ] |
| 2016      | „#szafapelnakicksow” (gościnnie: W.E.N.A., Małolat)              | Nixon Production                  | Ameba                              | [ 59 ] |
| 2016      | „Dach”                                                           | Rafał Ostrowski                   | Ameba                              | [ 60 ] |
| 2016      | „Labirynt”                                                       | sensi&                            | Ameba                              | [ 61 ] |
| 2017      | „Poltergeist”                                                    | Rybskie                           | Limitless808                       | [ 62 ] |
| 2017      | „Death”                                                          | Rybskie                           | Limitless808                       | [ 63 ] |
| 2018      | „Fatamorgana”                                                    | BeOpen                            | 247365                             | [ 64 ] |
| 2018      | „Sensum”                                                         | Rybskie, BeOpen                   | 247365                             | [ 65 ] |
| 2018      | „DTM” (gościnnie: VBS)                                           | H D S C V M                       | 247365                             | [ 66 ] |
| 2018      | „Droopy”                                                         | sensi&                            | 247365                             | [ 67 ] |
| 2018      | „247365” (gościnnie: Sarius)                                     | H D S C V M                       | 247365                             | [ 68 ] |
| 2019      | „Kosmita”                                                        | Rybskie, Gedz                     | Bohema                             | [ 69 ] |
| 2019      | „Otchłań”                                                        | Wojtek Multi                      | Bohema                             | [ 70 ] |
| Gościnnie |                                                                  |                                   |                                    |        |
| 2013      | „1 liga” – JodSen (gościnnie: 2sty, Gedz)                        | JodSen                            | Wielkie sny                        | [ 71 ] |
| 2014      | „Podpalamy noc remix” – Spinache (gościnnie: 2sty, Gedz, Kajman) | Evil Eye Studio                   | Step Records: Rap najlepszej marki | [ 72 ] |
| 2015      | „Do grobu” – Białas (gościnnie: Solar, Gedz)                     | H D S C V M                       | Rehab                              | [ 73 ] |
| Inne      |                                                                  |                                   |                                    |        |
| 2015      | „Dream Team Tour” – VNM, Rasmentalism, Sitek, Gedz, Sarius, JNR  | R5Films                           |                                    | [ 74 ] |

## Nagrody i wyróżnienia
| Rok  | Kategoria | Tytułem     | Nagroda     | Nota      | Źródło |
| ---- | --------- | ----------- | ----------- | --------- | ------ |
| 2015 | Klip roku | „Akrofobia” | Sztosy 2014 | Nominacja | [ 75 ] |